# Марко Павићевић (кошаркаш)
Марко Павићевић (Београд, 8. мај 2001) српски је кошаркаш. Игра на позицијама крилног центра и центра, а тренутно наступа за Борац из Чачка.

## Каријера

### Клупска
Павићевић је поникао у клубу Визура. Млађим категоријама Црвене звезде прикључио се у лето 2017. године. Са црвено-белима је у сезонама 2017/18. и 2018/19. освајао национално првенство у јуниорској конкуренцији.
У априлу 2019, пред почетак Суперлиге Србије, послат је на позајмицу у ФМП, где је и започео сениорску каријеру. Трогодишњи уговор са Црвеном звездом потписао је 8. јуна 2019. године.
Звезда га је потом послала на једногодишњу позајмицу Тамишу.
Уговор са ФМП-ом потписао је у септембру 2020. године. Према саопштењу Комисије за такмичење Кошаркашког савеза Србије, ово је заправо био први професионални уговор у Павићевићевој каријери. Павићевић је и сезону 2020/21. провео у Тамишу. Уследио је повратак у ФМП, где се задржао три сезоне. У Борац из Чачка прешао је почетком јула 2024. године.

### Репрезентативна
Са кадетском репрезентацијом Србије освојио је бронзану медаљу на Европском првенству 2017. године.

## Успеси

### Репрезентативни
- Европско првенство до 16 година:  2017.